# 포크 예뇌
포크 예뇌(헝가리어: Fock Jenő [ˈfokk ˈjɛnøː][*], 1916년 5월 17일 부다페스트 ~ 2001년 5월 22일 부다페스트)는 헝가리의 정치인이다. 1967년 4월 14일에 헝가리의 총리로 임명되었지만 1975년 5월 15일에 카다르 야노시 총서기가 1968년에 도입한 경제 개혁 정책(új gazdasági mechanizmus, 신 경제 모형) 실패에 대한 책임을 물어 헝가리 사회노동당으로부터 해임되었다.